# Галим (река)
Галим (ивр. נחל גלים‎, нахаль-галим) — пересыхающая река в Израиле, на горе Кармель, впадающая в Средиземное море.
Река начинается в полутора километрах юго-восточнее Хайфского университета, пересекает город Тират-Кармель, после чего впадает в море между Кфар-Галим и кибуцем Хахотрим. В Тират-Кармель на берегах реки разбит городской парк.
Основными притоками являются вади Келах, Дурим, Васит, Недер и Оранит.
В скалах, где пролегает русло реки, есть множество пещер.
В прошлом естественная растительность в низовьях реки исчезла в результате интенсивного выпаса скота, но после основания государства Израиль она стала постепенно восстанавливаться. Многие участки покрыты зарослями клещевины — инвазивного вида. В верховьях реки есть участки средиземноморского субтропического леса.
В устье реки водится белогрудый зимородок.